# Avlidna 2009
Detta är en lista över kända personer som har avlidit under 2009.

## Januari
- 1 januari – Helen Suzman, 91, sydafrikansk politiker och antiapartheidkämpe.
- 1 januari – Johannes Mario Simmel, 84, österrikisk författare.
- 1 januari – Edmund Purdom, 84, brittisk skådespelare
- 1 januari – Aarne Arvonen, 111, Finlands äldste man genom tiderna.
- 1 januari – Claiborne Pell, 90, amerikansk demokratisk politiker, senator 1961–1997.
- 2 januari – Maria de Jesus, 115, världens äldsta levande person.
- 2 januari – Ingrid Gärde Widemar, 96, svensk politiker och advokat, första kvinnan i Högsta domstolen.
- 2 januari – Inger Christensen, 73, dansk poet.
- 3 januari – Pat Hingle, 84, amerikansk skådespelare.
- 5 januari – Griffin B. Bell, 90, amerikansk politiker och före detta justitieminister.
- 8 januari – Björn Haugan, 66, svensk/norsk operasångare.
- 9 januari – Gunnar Nielsen, 89, svensk skådespelare.
- 10 januari – Coosje van Bruggen, 67, nederländsk konstnär och skulptör
- 10 januari – Sidney Wood, 97, amerikansk tennisspelare, vinnare av Wimbledonmästerskapen 1931.
- 11 januari – Antonio Duran, 84, spansk-svensk fotbollstränare.
- 12 januari – Arne Næss, 96, norsk filosof.
- 12 januari – Claude Berri, 74, fransk filmregissör, manusförfattare och skådespelare.
- 13 januari – Folke Sundquist, 83, svensk skådespelare.
- 13 januari – Patrick McGoohan, 80, amerikansk-brittisk skådespelare.
- 14 januari – Ricardo Montalban, 88, mexikansk-amerikansk skådespelare.
- 14 januari – Wil Huygen, 86, holländsk författare, skrev boken Tomten.
- 15 januari – Jr Eric, 26, svensk reggaeartist.
- 15 januari – Viking Palm, 85, svensk brottare.[1]
- 16 januari – Andrew Wyeth, 91, amerikansk konstnär.
- 17 januari – Bo Westin, 95, svensk militär.
- 17 januari – Anders Pontén, 74, svensk författare, journalist, radioman och skådespelare.
- 17 januari – Anders Isaksson, 65, svensk journalist, författare och historiker.
- 19 januari – José Torres, 72, puertoricansk boxare, världsmästare i lätt tungvikt 1965-1966.
- 20 januari – Stephanos II Ghattas, 89, egyptisk koptisk patriark.
- 22 januari – Chau Sen Cocsal Chhum, 103, kambodjansk politiker, före detta premiärminister.
- 24 januari – Marie Glory, 103, fransk stumfilmsskådespelerska.
- 25 januari – Mamadou Dia, 98, senegalesisk politiker, landets förste premiärminister.
- 27 januari – Ramaswami Venkataraman, 98, indisk politiker, landets åttonde president.
- 27 januari – John Updike, 76, amerikansk författare.
- 28 januari – Billy Powell, 56, amerikansk keyboardist, medlem av Lynyrd Skynyrd.
- 28 januari – Glenn Ashby ”Jeep” Davis, 74, amerikansk häcklöpare och OS-guldmedaljör.
- 29 januari – Gunnar Engdahl, 87, svensk militär.
- 30 januari – Per Erik Wahlund, 85, svensk författare och översättare.
- 30 januari – Teddy Mayer, 73, amerikansk racingentreprenör.
- 30 januari – Sune Jonsson, 78, svensk fotograf.
- 30 januari – Ingemar Johansson, 76, svensk boxare, världsmästare i tungvikt 1959-1960.
- 30 januari – H. Guy Hunt, 75, amerikansk republikansk politiker, guvernör i Alabama 1987–1993.
- 31 januari – Erland von Koch, 98, svensk tonsättare.
- 31 januari – Jan Francke, 75, svensk kammarrättspresident, ordförande i Svenska tennisförbundet.

## Februari
- 4 februari – Christophe Dupouey, 41, fransk tävlingscyklist, självmord.
- 4 februari – Arnljot Eggen, 85, norsk författare.
- 6 februari – James Whitmore, 87, amerikansk skådespelare.
- 7 februari – Betty Jameson, 89, amerikansk golfspelare.
- 8 februari – Marian Cozma, 26, rumänsk handbollsspelare, knivdråp.
- 10 februari – Lennart Bredberg, 89, svensk militär.
- 10 februari – Jeremy Lusk, 24, amerikansk motorcyklist.
- 11 februari – Albert Barillé, 88, fransk animatör och manusförfattare, skapare av tv-serierna Det var en gång.
- 11 februari – Willem Johan Kolff, 97, holländsk-amerikansk läkare, ”de artificiella organens fader”, skapade första konstgjorda njuren.
- 11 februari – Lars Engström, 81, svensk regissör och skådespelare.
- 12 februari – Lis Hartel, 87, dansk dressyrryttare.
- 14 februari – Louie Bellson, 84, amerikansk jazzmusiker.
- 16 februari – Dorothy Dean Bridges, 93, amerikansk skådespelerska och poet, änka efter Lloyd Bridges och mamma till Beau och Jeff Bridges.
- 18 februari – Viking Björk, 90, svensk kirurg.
- 18 februari – Kamila Skolimowska, 26, polsk friidrottare.
- 18 februari – Leppe Sundevall, 82, svensk jazzmusiker och skådespelare.
- 19 februari – Tom Dan-Bergman, 84, svensk skådespelare och flygare.
- 22 februari – Howard Zieff, 81, amerikansk filmregissör.
- 22 februari – Ingemar Dörfer, 69, svensk säkerhetspolitisk forskare och en av författarna till Operation Garbo.
- 23 februari – Tuulikki Pietilä, 92, finländsk illustratör och professor i grafisk konst.
- 23 februari – Sverre Fehn, 84, norsk arkitekt.
- 24 februari – Cecilia Nettelbrandt, 86, svensk folkpartistisk politiker och diplomat.
- 25 februari – Philip José Farmer, 91, amerikansk science fiction-författare.
- 25 februari – Ian Carr, 75, brittisk jazzmusiker och författare.
- 26 februari – Ruth Drexel, 78, tysk skådespelare.
- 26 februari – Ulla Olin-Nilson, 88, svensk författare.
- 27 februari – Manea Manescu, 92, rumänsk politiker, före detta premiärminister.

## Mars
- 2 mars – João Bernardo Vieira, 69, bissauguineansk president.
- 3 mars – Åke Lindman, 81, finländsk skådespelare, regissör och fotbollsspelare.
- 3 mars – Sydney Earle Chaplin, 82, amerikansk skådespelare, son till Charlie Chaplin.
- 4 mars – Horton Foote, 92, amerikansk dramatiker och manusförfattare, tvåfaldigt Oscarsbelönad.
- 6 mars – Henri Pousseur, 79, belgisk kompositör.
- 7 mars – Tullio Pinelli, 100, italiensk dramatiker och manusförfattare, fyrfaldigt Oscarsnominerad.
- 8 mars – Maud Hyttenberg, 88, svensk skådespelerska.
- 9 mars – Jonas Eek, 63, svensk journalist, programledare för Västnytt.
- 11 mars – Hans "Stöveln" Öberg, 82, svensk ishockeyspelare.
- 11 mars – Lars Erstrand, 72, svensk jazzmusiker och vibrafonist.
- 13 mars – Karin Janzon, 95, svensk översättare av Tintin.[2]
- 13 mars – Anne Brown, 96, amerikansk-norsk operasångerska.
- 14 mars – Lars Peterson, 84, före detta generaldirektör vid SJ.
- 14 mars – Millard Kaufman, 92, amerikansk manusförfattare, skapare av figuren Mr Magoo.
- 15 mars – Gunnar Tjörnebo, 81, svensk friidrottare (hinderlöpare).
- 15 mars – Ron Silver, 62, amerikansk skådespelare.
- 15 mars – Jack Lawrence, 96, amerikansk kompositör och sångtextförfattare.
- 18 mars – Natasha Richardson, 45, brittisk skådespelerska.
- 20 mars – Carl-Gustaf Regårdh, 87, svensk civilingenjör och ämbetsman.
- 22 mars – Jade Goody, 27, brittisk dokusåpadeltagare.
- 23 mars – Lloyd Ruby, 81, amerikansk racerförare.
- 24 mars – Igor Stelnov, 46, rysk ishockeyspelare.
- 24 mars – Göran Schildt, 92, finlandssvensk författare.
- 25 mars – Karl-Aage Schwartzkopf, 89, svensk barnboksförfattare.
- 26 mars – Nils Östlund, 93, svensk militär.
- 26 mars – Åke Bovallius, 71, svensk ingenjör.
- 28 mars – Sulim Jamadajev, 35, tjetjensk krigsherre.
- 28 mars – Janet Jagan, 88, guyansk politiker, före detta president och premiärminister.
- 29 mars – Gerrit Viljoen, 82, sydafrikansk apartheidpolitiker, generaladministratör och ledare för Sydvästafrika (Namibia).
- 29 mars – Maurice Jarre, 84, fransk kompositör.
- 29 mars – Andy Hallett, 33, amerikansk skådespelare.
- 31 mars – Roland Mattsson, 82, svensk handbollsspelare och förbundskapten.
- 31 mars – Hong Song-nam, 79, nordkoreansk politiker, före detta premiärminister.
- 31 mars – Jarl Alfredius, 66, svensk journalist och nyhetsankare.
- 31 mars – Raúl Alfonsín, 82, argentinsk politiker, före detta president.[3]

## April
- 1 april – Arne Andersson, 91, svensk löparlegend.
- 3 april – Elsie Albiin, 87, svensk skådespelerska.
- 4 april – Erik Sjödin, 90, svensk författare och agronom.
- 5 april – Jan "Tollarparn" Eriksson, 69, svensk jazzpianist.
- 6 april – Ivy Matsepe-Casaburri, 71, sydafrikansk politiker.
- 7 april – Dave Arneson, 61, amerikansk designer, skapare av rollspelet Dungeons & Dragons.
- 9 april – Monica Boëthius, 81, svensk journalist, första kvinnliga ordförande Publicistklubben.
- 11 april – Sven Hellman, 81, svensk civilingenjör.
- 12 april – Eve Kosofsky Sedgwick, 58, amerikansk forskare inom queerteori och genusvetenskap.
- 12 april – Hans Kleppen, 102, norsk backhoppare.
- 12 april – Marilyn Chambers, 56, amerikansk porrskådespelerska.
- 13 april – Björn Borg, 89, svensk simlegend.
- 14 april – Gerda Gilboe, 94, dansk skådespelerska.
- 14 april – Maurice Druon, 90, fransk författare.
- 16 april – Åke Lassas, 84, svensk ishockeyspelare.
- 18 april – Stephanie Parker, 22, brittisk skådespelerska.
- 19 april – Per-Eric Haglund, 88, svensk militär.
- 19 april – J.G. Ballard, 78, brittisk författare.
- 20 april – Jan Danielsson, 69, svensk jurist och tidigare Säpo-chef.
- 22 april – Jack Cardiff, 94, brittisk Oscarsbelönad cinematograf, regissör och filmfotograf.
- 22 april – Ken Annakin, 94, brittisk Oscarsnominerad regissör.
- 25 april – Beatrice Arthur, 86, amerikansk skådespelerska.
- 27 april – Greg Page, 50, amerikansk tungviktsboxare.
- 27 april – Frankie Manning, 94, amerikansk dansare och koreograf, grundare av Lindy Hop.
- 27 april – Gugge Hedrenius, 70, svensk jazzmusiker.
- 30 april – Ivo Cramér, 88, svensk dansare och koreograf.

## Maj
- 2 maj – Jack Kemp, 73, amerikansk republikansk politiker.
- 2 maj – Marilyn French, 79, amerikansk författare.
- 4 maj – Dom DeLuise, 75, amerikansk skådespelare.
- 5 maj – Anna-Greta Söderholm, 94, svensk operasångerska.
- 8 maj – Sven-Eric Nilsson, 83, svenskt statsråd och ämbetsman.
- 9 maj – Bodil Granberg, 58, svensk djuruppfödare och innehavare av minicirkus.
- 11 maj – Leonard Shlain, 71, amerikansk hjärnkirurg och författare.
- 11 maj – Abel Goumba, 82, centralafrikansk politiker, trefaldig premiärminister.
- 13 maj – Achille Compagnoni, 94, italiensk bergsbestigare, tillsammans med Lino Lacedelli först med att bestiga K2.
- 14 maj – Bob "Rossie" Rosburg, 82, amerikansk golfspelare.
- 15 maj – Charles "Bud" Tingwell, 86, australisk skådespelare, Kommissarie Craddock i 60-talets Miss Marple.
- 15 maj – John-Lennart Linder, 98, svensk barn- och ungdomsboksförfattare och filmregissör.
- 15 maj – Susanna Agnelli, 87, italiensk politiker, första kvinnliga utrikesministern.
- 16 maj – Curt Petersen, 62, svensk sångare.
- 17 maj – Mario Benedetti, 88, uruguayansk författare.
- 18 maj – Velupillai Prabhakaran, 54, lankesisk (tamilsk) gerillaledare, LTTE:s (Tamilska Eelams befrielsetigrar) ledare.
- 18 maj – Lennart Persson, 58, svensk musikjournalist.
- 19 maj – Robert F. Furchgott, 92, amerikansk biokemist och nobelpristagare.
- 20 maj – Yehoshua Zettler, 91, israelisk terrorist, mannen bakom mordet på Folke Bernadotte.
- 20 maj – Lucy Gordon, 28, brittisk skådespelerska.
- 21 maj – Robert Müller, 28, tysk ishockeymålvakt (hjärntumör).
- 23 maj – Roh Moo-hyun, 62, sydkoreansk politiker, före detta president.
- 25 maj – Haakon Lie, 103, norsk veteranpolitiker.
- 27 maj – Clive Granger, 74, brittisk ekonom, nobelpristagare 2003.
- 28 maj – Terence Alexander, 86, brittisk skådespelare, Schakalen, Bergerac
- 29 maj – Karine Ruby, 31, fransk snowboardåkare.[4]
- 29 maj – Herner Larsson, 107, svensk f.d. köpman, Sveriges äldsta man (omkom i brand).
- 30 maj – Gaafar Mohamad Numeiry, 79, sudanesisk politiker, före detta president.
- 30 maj – Ephraim Katzir, 93, israelisk politiker, före detta president.
- 30 maj – Luís de Almeida Cabral, 78, guinea-bissauisk politiker, landets förste president.
- 30 maj – Torsten Andersson, 82, svensk konstnär.
- 31 maj – Millvina Dean, 97, brittisk kvinna, sista överlevande från Titanic.

## Juni
- 1 juni – Dorothy Layton, 96, amerikansk skådespelerska.
- 2 juni – David Eddings, 77, amerikansk fantasyförfattare.
- 3 juni – Koko Taylor, 80, amerikansk bluessångerska.
- 3 juni – David Carradine, 72, amerikansk skådespelare.
- 5 juni – Baciro Dabo, 51, guinea-bissauisk politiker och presidentkandidat (skjuten).
- 6 juni – Jean Dausset, 92, fransk vetenskapsman och nobelpristagare i medicin.
- 7 juni – Eric Holmqvist, 92, svenskt statsråd.
- 8 juni – Omar Bongo, 73, gabonesisk president.
- 8 juni – Bertil ”Jompa” Andersson, 79, svensk fotbolls- och ishockeyspelare.
- 10 juni – Helle Virkner, 83, dansk skådespelerska.
- 12 juni – Félix Malloum, 77, tchadisk politiker, före detta president.
- 13 juni – Elin Lagerkvist, 90, svensk författare, dotter till Pär Lagerkvist.[5]
- 14 juni – Carlos Pardo, 33, mexikansk racerförare.
- 14 juni – Bob Bogle, 75, amerikansk gitarrist och en av grundarna av The Ventures.
- 16 juni – Celia Fremlin, 95, brittisk deckarförfattare.
- 16 juni – Peter Arundell, 75, brittisk racerförare.
- 18 juni – Hortensia Bussi de Allende, 94, chilenska, änka till Salvador Allende.
- 19 juni – Berth Johansson, 76, svensk travtränare och kusk.[6]
- 22 juni – Maj-Len Grönholm, 57, finländsk politiker och före detta Miss Finland (1972) under flicknamnet Maj-Len Eriksson.
- 23 juni – Ed McMahon, 86, amerikansk programledare.
- 24 juni – Martin Holm, 32, svensk kampsportare (självmord).
- 25 juni – Farrah Fawcett, 62, amerikansk skådespelerska och fotomodell.
- 25 juni – Michael Jackson, 50, amerikansk sångare och poplegend.
- 27 juni – Willy Kyrklund, 88, finländsk-svensk författare.
- 28 juni – Billy Mays, 51, amerikansk tv-personlighet.
- 30 juni – Pina Bausch, 68, tysk koreograf och dansare.
- 30 juni – Jan Molander, 89, svensk regissör och skådespelare, Hets.

## Juli
- 1 juli – Karl Malden, 97, amerikansk Oscars-belönad skådespelare.
- 1 juli – Alexis Argüello, 57, nicaraguansk boxare.
- 2 juli – Torsten Husén, 93, svensk pedagog och psykolog.
- 4 juli – Lasse Strömstedt, 74, svensk författare.
- 4 juli – Robert Louis-Dreyfus, 63, fransk-schweizisk miljardär.
- 4 juli – Allen Klein, 77, amerikansk jurist.
- 4 juli – Brenda Joyce, 92, amerikansk skådespelerska, spelade Jane i fem Tarzan-filmer 1946–1949.
- 6 juli – Robert McNamara, 93, amerikansk försvarsminister 1961–1968, ordförande för Världsbanken 1968–1981.
- 6 juli – Vasilij Aksionov, 76, rysk författare.
- 10 juli – Zena Marshall, 84, brittisk skådespelerska, första kvinnliga Bondskurken Miss Taro i Agent 007 med rätt att döda.
- 10 juli – Ebba Haslund, 91, norsk författare.
- 13 juli – Dash Snow, 27, amerikansk konstnär.
- 13 juli – Harry Källström, 70, svensk rallyförare.
- 13 juli – Jan Glete, 61, svensk historiker.
- 13 juli – Carmen Blacker, 85, brittisk japanolog.
- 15 juli – Natalja Estemirova, 51, rysk människorättsaktivist, mördad.
- 17 juli – Walter Cronkite, 92, amerikanskt nyhetsankare.
- 18 juli – Annagul Annakulijeva, 84, turkmenisk sångerska.
- 19 juli – Tauno Valo, 89, finländsk politiker och kommerseråd.
- 19 juli – Frank McCourt, 78, irländsk-amerikansk författare.
- 20 juli – Henry Surtees, 18, brittisk racerförare, son till John Surtees.
- 20 juli – Gösta Werner, 101, svensk regissör, världens äldste regissör.
- 21 juli – Marcel Jacob, 45, svensk musiker.
- 24 juli – Lennart Pålsson, 88, svensk civilingenjör, artilleridirektör vid Bofors.
- 26 juli – Merce Cunningham, 90, amerikansk koreograf och dansare.
- 29 juli – Zhuo Lin, 93, kinesisk änka till Deng Xiaoping.
- 30 juli – Muhammed Yusuf, 39, nigeriansk islamistledare.
- 31 juli – Harry Alan Towers, 88, brittisk producent och manusförfattare.
- 31 juli – Bobby Robson, 76, brittisk fotbollsspelare och tränare.

## Augusti
- 1 augusti – Corazon Aquino, 76, filippinsk politiker och tidigare president.
- 4 augusti – Svend Auken, 66, dansk partiledare för Socialdemokraterne 1987–1992.
- 5 augusti – Budd Schulberg, 95, amerikansk Oscarsbelönad manusförfattare.
- 5 augusti – Baitullah Mehsud, omkr. 35, pakistansk talibanledare.
- 6 augusti – Anders Tengbom, 97, svensk arkitekt.
- 6 augusti – John Hughes, 59, amerikansk filmproducent, filmregissör och manusförfattare.
- 8 augusti – Daniel Jarque, 26, spansk fotbollsspelare i laget Espanyol.
- 9 augusti – Sture Fornwall, 90, svensk militär.
- 11 augusti – Eunice Kennedy Shriver, 88, amerikansk aktivist och grundare av Special Olympics, syster till John F. Kennedy.
- 13 augusti – Les Paul, 94, amerikansk gitarrlegend.
- 13 augusti – Josette Baujot, 88, belgisk seriealbumskolorist, färglade albumen om Tintin.
- 15 augusti – Håkan Florå, 47, svensk musiker, under sin livstid endast känd under pseudonymen Onkel Kånkel.
- 18 augusti – Robert Novak, 78, amerikansk journalist och konservativ politisk kommentator.
- 18 augusti – Kim Dae-jung, 83, sydkoreansk politiker, tidigare premiärminister och mottagare av Nobels fredspris år 2000.
- 18 augusti – Hildegard Behrens, 72, tysk operasångerska.
- 21 augusti – Åke Gerhard, 88, svensk kompositör och textförfattare.
- 22 augusti – Erkki Laine, 51, finsk ishockeyspelare.
- 24 augusti – Anton ”Toni” Sailer, 73, österrikisk alpin skidåkare.
- 24 augusti – Rut Mikaelsson, 109, Sveriges (bekräftat) äldsta person, den sista personen i Sverige som med säkerhet föddes på 1800-talet.
- 25 augusti – Edward ”Ted” Kennedy, 77, amerikansk politiker och senator.
- 25 augusti – Johan Leander, 50, svensk civilingenjör.
- 25 augusti – Sol-Britt Agerup, 86, svensk skådespelerska.
- 26 augusti – Dominick Dunne, 83, amerikansk författare och journalist.
- 27 augusti – Sergej Michalkov, 96, rysk dramatiker och författare.
- 28 augusti – Mats Ohlin, 66, svensk civilingenjör.
- 28 augusti – Ingegerd Leczinsky, 98, svensk översättare
- 28 augusti – Adam Goldstein, 36, amerikansk diskjockey.
- 28 augusti – Guy von Dardel, 90, svensk partikelfysiker, halvbror till Raoul Wallenberg.
- 29 augusti – Edwin Johnsson, 80, svensk tävlingsvinnare i Kanal 5.
- 31 augusti – Bernt Ström, 69, svensk skådespelare, Einar Rönn i 90-talets Beck-filmer.
- 31 augusti – Torsten Lindberg, 92, svensk fotbollsmålvakt, siste överlevande från guldlaget i London-OS 1948.

## September
- 1 september – Maj Ödman, 94, svensk radio- och tv-personlighet.
- 4 september – Allan Ekelund, 91, svensk filmproducent, långvarig medarbetare till Ingmar Bergman.
- 4 september – Keith Waterhouse, 80, engelsk författare.
- 8 september – Aage Bohr, 87, dansk fysiker, nobelpristagare 1975.
- 10 september – Carl M:son Mannerfelt, 96, svensk författare och vetenskapsman.
- 11 september – Larry Gelbart, 81, amerikansk manusförfattare, skapare av tv-serien M*A*S*H.
- 11 september – Gertrude Baines, 115, världens äldsta människa.
- 12 september – Jack Kramer, 88, amerikansk tennisspelare.
- 12 september – Norman Borlaug, 95, amerikansk agronom, fredspristagare 1970.
- 14 september – Patrick Swayze, 57, amerikansk skådespelare, dansare och sångare/låtskrivare.
- 14 september – Keith Floyd, 65, brittisk tv-kock.
- 16 september – Barbara Winckelmann, 88, finlandssvensk författare.
- 16 september – Mary Travers, 72, amerikansk sångerska i Peter, Paul and Mary och aktivist.
- 16 september – Timothy Bateson, 83, brittisk skådespelare.
- 17 september – Noordin Mohammad Top, 41, malaysisk islamistisk terrorist, främst verksam i Indonesien.
- 18 september – Irving Kristol, 89, amerikansk neokonservativ ideolog, författare och debattör.
- 19 september – Erik Söderberg, 82, svensk finansman.
- 20 september – Bertil Gärtner, 84, biskop emeritus i Göteborgs stift.
- 21 september – Robert Ginty, 60, amerikansk skådespelare.
- 23 september – Ertugrul Osman, 97, turkisk kunglighet, ”den siste osmanen”.
- 24 september – Karl Frithiofson, 89, svensk före detta landshövding i Skaraborgs län.
- 24 september – Susan Atkins, 61, amerikansk mördare, medlem av Mansonfamiljen.
- 25 september – Willy Breinholst, 91, dansk författare.
- 26 september – Bertil Kamph, 92, svensk militär.
- 28 september – Ulf Larsson, 53, svensk skådespelare, komiker och tv-programledare.
- 28 september – Guillermo Endara, 73, panamansk tidigare president.
- 29 september – Anu Kaipainen, 76, finländsk författare.
- 29 september – Henry Bellmon, 88, amerikansk republikansk politiker, guvernör i Oklahoma 1963–1967 och 1987–1991, senator 1969–1981.
- 30 september – Robert S. Baker, 92, brittisk film- och tv-producent, Helgonet (TV-serie), Snobbar som jobbar.
- 30 september - Henrik Rudin, 35, svensk journalist och spelrecensent, Aftonbladet.[7]

## Oktober
- 3 oktober – Fatima av Libyen, 98, libysk ex-drottning, gemål till Libyens tidigare kung Idris I.
- 3 oktober – Fernando Caldeiro, 51, amerikansk astronaut.
- 4 oktober – Mercedes Sosa, 74, argentinsk sångare.
- 4 oktober – Veikko Huovinen, 82, finsk författare.
- 5 oktober – Israel Gelfand, 96, rysk matematiker.
- 7 oktober – Irving Penn, 92, amerikansk fotograf.
- 8 oktober – Lars Werkö, 91, svensk läkare och författare.
- 10 oktober – Hugo Hegeland, 87, svensk politiker.
- 10 oktober – Stephen Gately, 33, irländsk sångare, medlem i Boyzone.
- 12 oktober – Bruno Beger, 98, tysk antropolog och nazistisk krigsförbrytare.[8]
- 12 oktober – Frank Vandenbroucke, 34, belgisk cyklist.
- 12 oktober – Gunnar Schoerner, 97, svensk ingenjör och sjöofficer.
- 14 oktober – Collin Wilcox, 74, amerikansk skådespelerska, spelade det påstådda våldtäktsoffret i Skuggor över södern.
- 14 oktober – Lou Albano, 76, amerikansk fribrottare och skådespelare.
- 17 oktober – Rosanna Schiaffino, 69, italiensk skådespelerska.
- 17 oktober – Vic Mizzy, 93, amerikansk film- och tv-kompositör, Familjen Addams.
- 18 oktober – Lars Schmidt, 92, svensk teaterman, tidigare make till Ingrid Bergman.
- 18 oktober – James Pattinson, 93, brittisk thrillerförfattare.
- 18 oktober – Ludovic Kennedy, 89, brittisk journalist och tv-man.
- 19 oktober – Nils Österlund, 85, svensk militär.
- 19 oktober – Joseph Wiseman, 91, kanadensisk skådespelare, spelade den allra första Bond-skurken Doktor Julius No.
- 20 oktober – Alberto Testa, 82, italiensk kompositör och textförfattare, Quando, Quando, Quando, The Prayer.
- 20 oktober – Jef Nys, 82, belgisk serieskapare och tecknare.
- 20 oktober – Clifford Hansen, 97, amerikansk före detta senator och guvernör.
- 21 oktober – Lionel Davidson, 87, brittisk kriminalförfattare, The Chelsea Murders.
- 21 oktober – Mohammed Knut Bernström, 89, svensk diplomat och översättare av Koranen.
- 23 oktober – Lou Jacobi, 95, kanadensisk-amerikansk skådespelare.
- 26 oktober – Teel Bivins, 61, amerikansk republikansk politiker och USA:s ambassadör i Sverige 2004–2006.
- 28 oktober – Ingvar Carlsson, 62, svensk rallyförare.
- 29 oktober – Jürgen Rieger, 63, tysk nynazist och advokat, verksam i bland annat Sverige.
- 30 oktober – Rune Skog, 95, svensk sångare och pianist.
- 30 oktober – Torsten Löwbeer, 88, svensk jurist och hovrättsråd, bror till Hans Löwbeer.
- 30 oktober – Claude Lévi-Strauss, 100, fransk-judisk antropolog.
- 30 oktober – Jan-Erik Brohede, 48, svensk politiker.
- 31 oktober – Qian Xuesen, 97, kinesisk rymdforskare.

## November
- 2 november – Shabattai Kalmanovich, 61, israelisk-litauisk-rysk affärsman, före detta KGB-agent, mord.
- 3 november – Erik Saedén, 85, svensk operasångare.
- 3 november – Francisco Ayala, 103, spansk författare.
- 4 november – Hubertus Brandenburg, 85, biskop för Stockholms katolska stift (1977–1998).
- 5 november – Matti Oiling, 66, finländsk trumslagare.
- 7 november – May Nilsson, 88, svensk utförsåkerska.
- 8 november – Vitalij L. Ginzburg, 93, rysk fysiker och nobelpristagare (2003).
- 9 november – Gert Sildh, 81, svensk travexpert på SVT Text i 30 år.
- 10 november – John Allen Muhammad, 48, amerikansk seriemördare och före detta soldat, avrättad.
- 10 november – Robert Enke, 32, tysk fotbollsmålvakt, självmord.
- 11 november – Helge Reiss, 81, norsk skådespelare, mest känd som Professor Drøvel i Bröderna Dal.
- 12 november – Stefan Feierbach, 54, svensk före detta barnskådespelare, Mowglis sångröst i Djungelboken.
- 13 november – Bruce King, 85, amerikansk demokratisk politiker och före detta guvernör.
- 15 november – Patriark Pavle, 95, serbisk-ortodoxa kyrkans överhuvud.
- 15 november – Pierre Harmel, 98, belgisk politiker, premiärminister (1965–1966).
- 16 november – Edward Woodward, 79, brittisk skådespelare och sångare.
- 18 november – Eric Jarneberg, 92, svensk militär, militärhistoriker och hembygdsforskare.
- 18 november – Jeanne-Claude, 74, fransk-amerikansk konstnär.
- 19 november – Elisabeth Söderström, 82, svensk operasångerska.
- 20 november – Lino Lacedelli, 83, italiensk bergsbestigare, tillsammans med Achille Compagnoni först med att bestiga K2.
- 20 november – Ghulam Mustafa Jatoi, 78, pakistansk politiker, före detta premiärminister (1990).
- 22 november – Billy Joe Daugherty, 57, amerikansk pastor.
- 22 november – Thomas Brylla, 65, svensk bibliotekarie, författare och förläggare.
- 23 november – Lennart Olsson, 67, svensk fotbollssupporter och AIK-profil.
- 24 november – Samak Sundaravej, 74, thailändsk före detta premiärminister.
- 25 november – Giorgio Carbone, 73, italienskt självutnämnt statsöverhuvud i mikronationen Seborga.
- 30 november – Milorad Pavić, 80, serbisk författare och litteraturhistoriker.

## December
- 1 december – Paul Naschy, 75, spansk skådespelare.
- 2 december – Eric Woolfson, 64, brittisk (skotsk) låtskrivare, sångare och pianist, en av grundarna av The Alan Parsons Project.
- 3 december – Richard Todd, 90, irländskfödd brittisk skådespelare, De flögo österut, Den längsta dagen.
- 5 december – Otto Graf Lambsdorff, 82, tysk politiker, ekonomi- och teknologiminister 1977–1982 och 1982–1984.
- 8 december – Håkan Wickberg, 66, svensk ishockeyspelare i landslaget och Brynäs IF. (Guldpucken 1971).
- 9 december – Emil Kramer, 30, svensk speedwayförare.
- 9 december – Gene Barry, 90, amerikansk skådespelare, Världarnas krig, Burke's Law.
- 10 december – József Kóczián, 83, ungersk bordtennisspelare.
- 12 december – Val Avery, 85, amerikansk skådespelare, 7 vågade livet, Donnie Brasco.
- 13 december – Paul Samuelson, 94, amerikansk ekonom, mottagare av Sveriges Riksbanks pris i ekonomisk vetenskap till Alfred Nobels minne 1970.
- 15 december – Oral Roberts, 91, amerikansk tv-predikant.
- 16 december – Jegor Gajdar, 53, rysk politiker, före detta premiärminister.
- 16 december – Roy E. Disney, 79, amerikansk företagsledare, brorson till Walt Disney.
- 17 december – Jennifer Jones, 90, amerikansk oscarsbelönad skådespelerska, Sången om Bernadette, Skyskrapan brinner!.
- 17 december – Amin al-Hafez eller al-Hafiz, 88, syrisk politiker, president 1963–1966.
- 19 december – Kim Peek, 58, amerikansk savant.
- 19 december – Hossein-Ali Montazeri, 87, iransk storayatollah.
- 20 december – Arnold Stang, 91, amerikansk skådespelare, originalrösten bakom animerade katten Top Cat.
- 20 december – Brittany Murphy, 32, amerikansk skådespelerska.[9]
- 21 december – Edwin G. Krebs, 91, amerikansk biokemist, nobelpristagare 1992.
- 21 december – Harry Järv, 88, finländsk krigsveteran, författare, redaktör, bibliotekarie och översättare.
- 23 december – Ngabö Ngawang Jigme, 99, tibetansk politiker.
- 24 december – Derek Loux, 37, amerikansk sångare.
- 24 december – Bernt Erikson, 88, svensk författare.
- 24 december – Rafael Caldera, 93, venezuelansk politiker, före detta president.[10]
- 24 december – Gunnar Brodin, 78, svensk ingenjör, professor, landshövding och riksmarskalk.
- 25 december – Knut Haugland, 92, norsk upptäcktsresande och motståndsman.
- 26 december – Jacques Sylla, 63, madagaskisk före detta premiärminister.
- 26 december – Yves Rocher, 79, fransk kosmetikaikon.[11]
- 28 december – The Rev (James Owen Sullivan), 28, amerikansk trumslagare.
- 29 december – Akmal Shaikh, 53, pakistansk-brittisk narkotikasmugglare, avrättad.
- 29 december – Ingrid Diesen, 92, svensk moderat politiker.
- 30 december – Abdurrahman Wahid, 69, indonesisk politiker, före detta president.[12]
- 31 december – Rashid Kawawa, 83, tanzanisk politiker, före detta premiärminister.[13]
- 31 december – Rickard Fagerlund, 72, svensk tidigare ordförande i Svenska ishockeyförbundet, idrottsledare och ishockeyspelare.